# 陈嘉震
陈嘉震（1913年—2003年），原名家振，字植泽，男，福建福州人，中国航海学家、教育家，曾任上海海运学院院长、教授。